# شهرستان پاتنم (جورجیا)
شهرستان پاتنم، جورجیا (به انگلیسی: Putnam County, Georgia) یک سکونتگاه مسکونی در ایالات متحده آمریکا است که در جورجیا واقع شده‌است.